# Марзаган (Карразеда-ди-Ансиайнш)
Марзага́н (порт. Marzagão) — район (фрегезия) в Португалии, входит в округ Браганса. Является составной частью муниципалитета Карразеда-ди-Ансьяйнш. По старому административному делению входил в провинцию Траз-уж-Монтиш и Алту-Дору. Входит в экономико-статистический субрегион Доуру, который входит в Северный регион. Население составляет 320 человек на 2001 год. Занимает площадь 16,56 км².